# Catalina la Catrina: Especial Día de Muertos
Catalina la Catrina: especial Día de Muertos es una película de animación mexicana protagonizada por el personaje de Canal 5, Catalina la Catrina

## Sinopsis
Catalina vive en el inframundo y sueña con ser una agente que conecte a los vivos con sus familiares fallecidos. Cuando el Día de Muertos está en riesgo de no celebrarse nunca más, ella deberá romper todas las reglas posibles para rescatar al pan de muerto y el chocolatito caliente de esta maravillosa tradición.

## Reparto
| Personaje            | Actor de voz           |
| -------------------- | ---------------------- |
| Catalina la Catrina  | Jessica Ángeles        |
| Granujo              | Alan Ituriel           |
| Chilaquil            | Iván Fernández         |
| Joven Acosta         | Erick Padilla          |
| Hombre Hernández     | Antonio Henaine        |
| Abuela Ponce de León | María Leticia González |
| Niño Calaca          | Patricio Pinet         |
| Niña Calaca          | Zoe Salgado            |
| Doña Esperanza       | Karen Acosta           |
| Calaca               | Benjamín Flores        |
| Narrador             | Carlos Reynoso         |

## Estreno
La película se estrenó el 1 de octubre de 2021 por medio de la plataforma Blim TV.